# Исакова, Инна
Инна Исакова (род. 24 августа 1967) — узбекистанская гребчиха-байдарочница. Участница летних Олимпийских игр 1996 года, серебряный и бронзовый призёр летних Азиатских игр 1994 года, серебряный призёр летних Азиатских игр 1998 года.

## Биография
Инна Исакова родилась 24 августа 1967 года.
В 1994 году завоевала две медали на летних Азиатских играх в Хиросиме: серебряную в соревнованиях четвёрок на дистанции 500 метров и бронзовую в соревнованиях двоек на дистанции 500 метров.
В 1996 году вошла в состав сборной Узбекистана на летних Олимпийских играх в Атланте. В соревнованиях байдарок-двоек на дистанции 500 метров вместе с Татьяной Левиной заняли в четвертьфинале 6-е место, показав результат 1 минута 50,544 секунды, в заплыве надежды — 5-е место (1.56,896), уступив 1,808 секунды попавшим в полуфинал с 4-го места Хелен Гилби и Элисон Торогуд из Великобритании. В соревнованиях байдарок-четвёрок на дистанции 500 метров команда Узбекистана, за которую также выступали Татьяна Левина, Ирина Лялина и Елена Лебедева, заняла 7-е место в четвертьфинале (1.45,905) и 5-е место в полуфинале (1.40,893), уступив 2,988 секунды попавшей в финал с 3-го места сборной Австралии.
В 1998 году завоевала серебряную медаль летних Азиатских игр в Бангкоке в соревнованиях байдарок-четвёрок на дистанции 500 метров.